# 豊実村 (新潟県)
豊実村（とよみむら）は、かつて新潟県東蒲原郡にあった村。

## 沿革
- 1889年（明治22年）4月1日 - 町村制施行に伴い、東蒲原郡豊田村、実川村が合併して発足。村役場は旧豊田村に設置[3]。
- 1955年（昭和30年）4月1日 - 東蒲原郡両鹿瀬村、日出谷村と合併し、鹿実谷村となり消滅。

## 交通

### 鉄道路線
- 日本国有鉄道
  - 磐越西線
    - 豊実駅